# Nanocambridgea gracilipes
Nanocambridgea gracilipes là một loài nhện trong họ Stiphidiidae.
Loài này thuộc chi Nanocambridgea. Nanocambridgea gracilipes được Raymond Robert Forster & Cecil Louis Wilton miêu tả năm 1973.